# Nilla Pizzi
Nilla Pizzi, nascida Adionilla Negrini Pizzi, (Sant'Agata Bolognese, 16 de abril de 1919 — Segrate, 12 de março de 2011) foi uma cantora italiana, primeira vencedora do Festival de Sanremo em 1951.